# Àlvar XIII del Congo
Álvaro XIII Ndongo (mort en 1875) va ser awenekongo (governant titular) del regne del Congo del 1857 al 1859. Marquès de Dongo, era el fill d'una germana gran del rei Enric III del Congo. A la mort d'aquest el 23 de gener de 1857 fou designat rei a Sao Salvador conforme als costums de transmissió matrilineal del regne.
Mentre esperava el funeral del rei difunt es va confiar la transició del poder es confia a Dona Isabel, una altra germana d'Enric III, qui aprofita la situació per promoure els drets al tron del seus propis fills Afonso, duc de Mbamba, Pedro Lefula marquès de Katende i Henrique Nuzanga. Aquests dos últims van concloure un acord amb els portuguesos segons els quals reconeixerien l'autoritat del rei de Portugal si afavoria l'adhesió de D. Pedro al tron.
Dom Pedro, marquès de Katende, demanà a Portugal que enviessin sacerdots a Sao Salvador per coronar-lo. Dos sacerdots van dirigir-se a São Salvador i per evitar l'oposició d'Álvaro Dongo són escortats per uns 30 soldats. Però s'aturen a Kinilasa, aquest últim sense atrevir-se a acompanyar-los a la capital. En aquest moment, la reina duariària D. Ana, el duc de Mbamba i Don Álvaro Dongo insten als sacerdots a anar a São Salvador per realitzar el funeral del difunt rei. Per tant, van procedir al funeral d'Enric III entre els dies 1 i 22 d'octubre, després van dur a terme nombrosos batejos però es van negar a coronar a. Álvaro Dongo, qui va governar la ciutat amb el suport de la població.
El govern de Luanda decideix imposar D. Pedro per la força. A mitjans de 1859 el capità d'artilleria, Joaquín Guzmán Militão, el capità Zacarías da Silva Cruz, i els sacerdots d'Ambriz i Bembé, van anar la capital amb Dom Pedro, però no s'atreviren a atacar. Pere VI va ser finalment coronat a Mbanza a Puto el 7 d'agost de 1859. Aquesta vegada el rei signà un homenatge a la corona de Portugal, confirmat per un jurament. Aquest document es publicà en el Butlletí Oficial d'Angola el 17 de setembre de 1859. L'acte està signat pel rei Pere VI, els dos comandants militars i els dos sacerdots; D. Álfonso, duc de Mbamba, germà del nou rei, D. Álvaro d'Agua Rosada, líder de Mbanza Puto; D. Antonio, germà de la reina duariària i tres oficials del rei.
No obstant això Pere VI encara no havia entrat a la seva capital São Salvador. Només ho va aconseguir el 16 de setembre de 1860 amb el suport d'una força portuguesa comandada pel tinent Baptista de Andrade al capdavant d'una força expedicionària de 750 homes.
Àlvar XIII del Congo es va refugiar amb un dels seus germans o el seu nebot D. Rafael. Tres setmanes més tard, amb més de 2.000 guerrers, D. Álvaro va llançar un contraatac contra la residència de Pere VI. Va ser rebutjat pels soldats portuguesos, qui, en represàlia, van cremar tretze pobles dels seus partidaris. No obstant això, D. Álvaro es va negar a sotmetre's.
El 1895, molt després de la mort (per causes naturals) de D. Álvaro Dongo en 1875 i la de Pere VI, el resident portuguès, José Leal Heliodoro, qui representava l'autoritat administrativa després de la reocupació militar del Congo en 1888, va aconseguir que les relacions entre els partidaris de Dongo representats pel "rei" Rafael (II) que s'havia proclamat sobirà al territori que controlava a Nkunga i es va procedir a la sepultura definitiva l'ex rei va destronat.